# 韋斯滕布倫嫩巴赫河
48°54′48″N 10°50′52″E / 48.91325°N 10.84782°E
韋斯滕布倫嫩巴赫河是德國的河流，位於該國東南部，由巴伐利亞負責管轄，屬於默倫巴赫河的左支流，河道全長7.8公里，發源自沃爾弗施塔特以西。